# Emile Smith Rowe
Emile Smith Rowe, född 28 juli 2000 i Croydon i London, Storbritannien, är en engelsk fotbollsspelare som spelar för Fulham.

## Klubbkarriär
Smith Rowe skrev på för Arsenals akademi som tioåring, 2010. Efter att ha spelat med U23-laget från 16 års ålder gjorde han sin debut i en tävlingsmatch för Arsenals seniorlag den 20 september 2018 mot Vorskla Poltava i UEFA Europa League, då han blev inbytt i andra halvlek.
Efter att 2018 ha skrivit på ett långtidskontrakt med Arsenal, anslöt han sig den 31 januari 2019 till tyska Bundesligaklubben RB Leipzig på lån till slutet av säsongen 2018/2019. Den 10 januari 2020 lånades Smith Rowe ut till Huddersfield Town på ett låneavtal över resten av säsongen 2019/2020.
Återkomsten till Arsenal 2020 kantades av skador. Trots flera bra matcher i Europa League under hösten, dröjde chanserna i ligan ändå till annandagen, då Mikel Arteta lät honom ersätta formsvaga Willian i segermatchen mot Chelsea, 3–1. Följande fem matcher gav 3 assists och ett mål i FA-cupmatchen mot Newcastle (2–0). Därefter fick han spela desto mer, och utsågs bland annat till "matchens lirare" i 2–1-segern mot Tottenham 14 mars 2021. Första Premier League-målet kom 9 maj 2021 i 3–1-segern hemma mot West Bromwich.

## Landslagskarriär
Smith Rowe har spelat för Englands U16, U17, U18, U19 och U21-landslag. Våren 2017 var han med i Englands trupp till U17-EM i Kroatien. Under hösten samma år var han med i det engelska lag som vann U17-VM i Indien, och stod där för ett mål och en assist. Våren 2021 debuterade han för Englands U21-landslag och var sedan med i U21-EM i Ungern/Slovenien, där laget dock blev utslaget i gruppspelet.
I juni 2023 var Smith Rowe med i det engelska lag som vann U21-Europamästerskapet i fotboll.
Smith Rowe debuterade i Englands herrlandslag som inhoppare i VM-kvalmatchen mot Albanien 12 november 2021. Några dagar senare fick han starta mot San Marino, och hann både med en målgivande passning och ett mål i matchen, som slutade 10–0 till England.